# Josep O'Callaghan Martínez
Josep O'Callaghan Martínez (Tortosa, 7 d'octubre de 1922 - Barcelona, 15 de desembre de 2001) fou un papiròleg i paleògraf català cèlebre especialment per la identificació que va fer del papir 7Q5 de Qumran amb el text de Marc 6, 52-53.
Entrà als jesuïtes el 29 d'octubre de 1940. Fou ordenat el 31 de maig de 1952. Doctor en filosofia i lletres de la Universitat de Madrid en el 1959, doctor en Lletres Clàssiques de la Universitat de Milà en el 1960. Fou professor en la Facultat de Teologia de Sant Cugat del Vallès (1961 - 1971), Barcelona, on fundà el Seminari de Papirologia. El 1971 es troba en el Pontificio Instituto Bíblico de Roma (1971 - 1992). El 1980 torna a Barcelona com a professor de crítica textual junt al professor R.P. Pierre Proulx. Fou degà de la Facultat Bíblica (1983 - 1986). Fundà i dirigí la revista Studia Papyrologica.

## Obres
- Las tres categorías estéticas de la cultura clásica, Madrid, 1960.
- Cartas cristianas griegas del siglo V, Barcelon, 1963.
- Studia Papirologica.
- ¿Papiro neotestamentarios en la cueva 7 de Qumrán? Biblica, 1972. Roma. pp. 91–100
- Notas sobre 7Q tomadas en el "Rockefeller Museum" de Jerusalén. Bíblica, 1972. Roma. pp. 517–536